# Norra Karelen
För andra betydelser, se Norra Karelen (olika betydelser).
Norra Karelen (finska Pohjois-Karjala) är ett landskap i östra Finland. Fram till 2009 låg området i Östra Finlands län. Norra Karelen har sitt ursprung i det historiska landskapet Karelen. Norra Karelen består av tretton kommuner med sammanlagt cirka 169 000 invånare (2003). Centralorten i Norra Karelen är staden Joensuu. En stor insjö i regionen är Pielisjärvi.

## Kommuner
Norra Karelen indelas i tretton kommuner (2021), av vilka fem är städer. Städerna är markerade med fet stil.

- Heinävesi
- Ilomants
- Joensuu
- Juga
- Kides
- Kontiolax
- Libelits
- Lieksa
- Nurmes
- Outokumpu
- Polvijärvi
- Rääkkylä
- Tohmajärvi

Heinävesi kommun överfördes till Norra Karelen 2021, efter att tidigare ha hört till Södra Savolax.

## Välfärdsområde
Hela landskapet tillhör Norra Karelens välfärdsområde som ansvarar för social- och hälsovård samt räddningstjänst.

## Språk
Befolkningen efter språk (modersmål) den 31 december 2014. Finska, svenska och samiska räknas som inhemska språk då de har officiell status i landet. Resten av språken räknas som främmande.
| Språk                      | Talare  | %        |
| -------------------------- | ------- | -------- |
| Hela befolkningen          | 165 258 | 100,00 % |
| Finska                     | 159 668 | 94,76 %  |
| Svenska                    | 133     | 0,08 %   |
| Samiska                    | 7       | 0,00 %   |
| Främmande språk totalt     | 5 450   | 3,30 %   |
| Ryska                      | 2 877   | 1,74 %   |
| Somaliska                  | 555     | 0,34 %   |
| Estniska                   | 229     | 0,14 %   |
| Engelska                   | 187     | 0,11 %   |
| Thai                       | 157     | 0,10 %   |
| Tyska                      | 136     | 0,08 %   |
| Kinesiska                  | 107     | 0,06 %   |
| Språk med under 100 talare | 1 202   | 0,73 %   |
| Okänt språk                | 5       | 0,00 %   |